# Ken Matsumoto
Ken Matsumoto (født 28. august 1987) er en tidligere japansk fodboldspiller.
Han har spillet for flere forskellige klubber i sin karriere, herunder JEF United Chiba.